# Bart Harder
Bart Harder (Leeuwarden, 1989) is een Nederlandse acteur.
Harder volgde een opleiding aan de Toneelacademie Maastricht en is bekend van onder andere de televisieseries Petticoat, Hoogvliegers en Mocro Maffia.

## Theater
- 2014: Disco Pigs[5]
- 2016: Schiettent
- 2017: Extreem gelijk
- 2018: Marijke Muoi Revolutie